# Harry Potter y el prisionero de Azkaban (videojuego)
Harry Potter y el prisionero de Azkaban (título original en inglés: Harry Potter and the Prisoner of Azkaban) es un videojuego de acción-aventura, distribuido por Electronic Arts y Warner Bros. Interactive Entertainment, Inc., lanzado en 2004 para las plataformas de PC, Game Boy Advance, Xbox, PlayStation 2 y Nintendo GameCube.

## Hechizos
- Flipendo/Depulso: Golpea al oponente y lo aturde, pero de forma no muy potente. También sirve para golpear objetos y más cosas. Renombrado Depulso en la versión para PC.
- Expelliarmus: Desarma al oponente haciendo que su varita vuele lejos de él, y si es conjurado por varias personas hacia un mismo objetivo, es lo suficientemente fuerte como para levantarlo del suelo. No está presente en la versión para PC ni en la versión GBA.
- Glacius: Congela agua y demás líquidos. Solo puede ser utilizado por Harry en la versión para PC, aunque, en otras versiones, puede usarlo Hermione.
- Lumos: Emite luz de la varita.
- Carpe Retractum: Crea una soga mágica retráctil que puede tensar y tirar todo tipo de objetos. Mientras más potente sea el hechizo, más pesado o grande podrá ser el objeto a mover o jalar. Solo puede ser utilizado por Ron en la versión para PC, en otras versiones, puede usarlo Harry.
- Expecto Patronum: Crea un escudo entre el que conjura el hechizo y uno o más dementores. Solo puede ser usado por Harry.
- Draconifors: Transforma cualquier objeto o ser vivo en un pequeño dragón. Solo puede utilizarlo Hermione.
- Lapifors: Transforma cualquier objeto o ser vivo en un conejo. Solo puede ser usado por Hermione.
- Snufflifors: Transforma libros en ratones. Solo puede ser utilizado por Hermione. En otras versiones se puede obtener en Sortilegios Weasley (la tienda de Fred y George).
- Alohomora: Abre puertas y ventanas (siempre y cuando no estén cerradas mágicamente).
- Rictusempra: Le provoca al rival cosquillas en las costillas, lo que provoca que no pueda convocar ningún hechizo. Solo está disponible en la versión para PC.
- Espongificación: Transforma Spongify simbles en trampolines. El hechizo no se encuentra disponible en las plataformas de Nintendo GameCube, Xbox y PlayStation 2.

## Diferencias entre versiones
Existen tres versiones diferentes del juego. La versión de GBA es un videojuego de rol, que se asemeja más a las versiones GBC de los dos juegos anteriores en lugar de las versiones para PC de los mismos.
- Datos: Q749023